# استهداف عقار كيميائي
هو شكل خاص وعكسي من أساليب توصيل الدواء حيث يُستخدم تغيير السلوك المتنقل النشط للخلايا المستهدفة لتحقيق الآثار المستهدفة. وقد تم تصميم المكونات العامة للمشتقات على النحو التالي: (1) الناقل - الذي يتمتع بتأثير نشط أيضًا على عملية الاستيطان في الخلية و(2) لُجينات التأثير الكيميائي النشطة المؤثرة في الخلايا المستهدفة و(3) الدواء الذي سيتم توصيله بطريقة انتقائية و(4) سلسلة المباعد التي تربط جزيء الدواء بالناقل، ونتيجة لذلك يمكن انشطار الإنزيم القابل للتغيير في الحيز الداخلي للخلايا المحددة التي تُطلق من الدواء.
لا يُعد الانتقاء الدقيق للُجين العنصر الكيميائي هو ميزة الجاذب الكيميائي الوحيدة التي يمكن استهلاكها، على الرغم من ذلك، تعد لُجينات الطارد الكيميائي ذات قيمة كما أنها مفيدة لإبعاد مكونات الخلية عن المشتقات التي تحتوي على الدواء.
لذا تُنفذ الطريقة الجديدة لتوصيل الدواء في إطار فحوصات دقيقة، حيث تشير التجارب النموذجية إلى أنها تتمتع بدرجة عالية من الأهمية في علاج بعض الأورام الخبيثة.

## وصلات خارجية
- Chemotaxis